# Urocarpidium chilense
Urocarpidium chilense là một loài thực vật có hoa trong họ Cẩm quỳ. Loài này được (A. Braun & C.D. Bouché) Krapov. miêu tả khoa học đầu tiên năm 1954.